# Белозубка острова Рождества
Белозубка острова Рождества (Crocidura trichura) — вероятно вымерший в XX веке вид млекопитающих из семейства землеройковых, эндемичный для острова Рождества. Иногда считается подвидом одного из двух других видов, но отличия между ним и указанными видами говорят в пользу того, что речь идёт об отдельном. Если эта белозубка не вымерла, её следует считать очень редкой.

## История изучения
Считается, что снижение численности вида произошло в начале XX века. Последний раз их достоверно наблюдали в 1980-х, затем было несколько не подтверждённых наблюдений. В 2000 году заметить животных уже не удалось.
Правительство Австралии разработало план воссоздания вида.

## Описание и образ жизни
Как и другие представители рода белозубок (Crocidura), это маленькое коротконогое млекопитающее. Питается насекомыми, находит убежище в норах в почве или корнях деревьев.
Crocidura trichura отличаются от других видов рода тем, что покрыты длинными тонкими волосками. Их хвосты тоже гораздо длиннее. Другие виды их рода в среднем живут по году, однако представители Crocidura trichura в дикой природе жили до двух лет.

## Причины предполагаемого вымирания
Причинами исчезновения этих белозубок считают: случайно завезённых на остров муравьёв Anoplolepis gracilipes; заболевание трипаносомой, которую принесли чёрные крысы; крабов Gecarcoidea natalis. Также в качестве возможных причин вымирания называются уничтожение кошками, крысами или потери популяции от машин на дорогах.